# Maxanapis crassifemoralis
Maxanapis crassifemoralis är en spindelart som först beskrevs av Jörg Wunderlich 1976.  Maxanapis crassifemoralis ingår i släktet Maxanapis och familjen Anapidae. Inga underarter finns listade i Catalogue of Life.